# Microsoft Cairo
Cairo è stato il nome in codice per un sistema operativo Microsoft (anche per Windows NT 4.0) sviluppato tra 1991 e 1996. Cairo non è mai stato distribuito, sebbene parti delle sue tecnologie siano apparse in altri prodotti Windows.

## Panoramica
Cairo è stato annunciato nel 1991 da Microsoft Professional Developers Conference.
È stato anche dimostrato pubblicamente (compresa una demo per gli utenti) nel 1993 con Cairo/Win95 PDC. Cairo è stato denominato più volte come prodotto o come un insieme di nuove tecnologie.
Cairo rimane comunque uno fra i più grandi gruppi di sistemi operativi Microsoft.

## Caratteristiche
Windows 95 è stato creato con l'interfaccia utente di Cairo.